# Oncocnemis polingii
Oncocnemis polingii là một loài bướm đêm trong họ Noctuidae.